# Bobb Schaeffer
Bobb Schaeffer (* 27. September 1913 in New Haven, Connecticut; † 2. Juni 2004 in Rochester, New York) war ein US-amerikanischer Wirbeltierpaläontologe. Er war Kurator für fossile Fische beim American Museum of Natural History.

## Leben
Schaeffer besuchte die Cornell University (Bachelor 1936) und die Columbia University, an der er 1937 seinen Master-Abschluss machte und 1941 in Zoologie promoviert wurde (Morphological and functional evolution of the tarsus in amphibians and reptiles). Er war schon ab 1936 am American Museum of Natural History Student des Kurators William King Gregory. 1941/42 war er Demonstrator für Histologie und Anatomie im Jefferson Medical College. Nach Dienst in der US-Armee in der medizinischen Verwaltung war er ab 1946 Assistant Curator am American Museum of Natural History, ab 1949 Associate Curator für fossile Fische und ab 1955 Kurator für Wirbeltier-Paläontologie. 1966 wurde er Leiter der Abteilung Wirbeltier-Paläontologie. Daneben lehrte er Zoologie an der Columbia University, ab 1955 als Visiting Associate Professor, ab 1957 als Adjunct Professor und seit 1959 als Professor. 1976 ging er in den Ruhestand, war aber auch danach aktiv im Museum und in der Forschung.
Er befasste sich mit der Systematik, Morphologie und Embryologie von Fischen. Schaeffer ging unter anderem der Entwicklung des Kiefers in frühen Fischen nach und stellte Mitte der 1970er Jahre die Hypothese auf, dass die Bildung des Kiefers in Verbindung mit einer gleichzeitigen Zunahme des Gehirns stand und Folge einer neomorphen Mutation war.
1988 erhielt er die Romer-Simpson-Medaille, der Society of Vertebrate Paleontology, deren Präsident er 1953 war und deren Ehrenmitglied er 1987 wurde.
Er war seit 1941 verheiratet und hatte einen Sohn und eine Tochter.